# チャールズ・ベネット (格闘家)
チャールズ・ベネット（Charles Bennett、1979年11月23日 - ）は、アメリカ合衆国の男性総合格闘家。フロリダ州オカラ出身。Fit NHB所属。
天性の勘が生み出すフェイントから繰り出される鋭く研ぎ澄まされた打撃を武器とする。その反面、グラウンドでの寝技を苦手とし、それゆえ長期参戦していたPRIDEでは序盤スタンドで優位に試合を進めるも、その後はグラウンドに引き込まれ敗れることが多かった。

## 来歴
1999年9月1日、プロデビュー。
2001年8月4日、King of the Cageでドゥエイン・ラドウィックと対戦し、疲労でギブアップ負け。
2004年8月6日、King of the Cageでタクミと対戦し、チョークスリーパーで一本負け。
2004年10月14日、PRIDE初参戦となったPRIDE 武士道 -其の伍-で五味隆典と対戦し、チキンウィングアームロックで見込み一本負け。
2005年5月22日、PRIDE 武士道 -其の七-で前田吉朗と対戦し、右フックでKO勝ち。
2005年9月25日、PRIDE 武士道 -其の九-のライト級（-73kg）トーナメント リザーブマッチで三島☆ド根性ノ助と対戦し、アンクルホールドで一本負け。
2005年12月11日、Gladiator Challengeで行われたKOTC世界バンタム級（-66kg）タイトルマッチでユライア・フェイバーと対戦し、チョークスリーパーで一本負けを喫し王座獲得に失敗した。
2005年12月31日、PRIDE 男祭り 2005の第0試合で総合格闘技デビューとなった金子賢と対戦し、腕ひしぎ十字固めで一本勝ち。試合後のバックステージでシュートボクセ・アカデミー勢との間で乱闘事件が起こり、クリスチャーノ・マルセロに三角絞めで絞め落とされた。
2006年6月4日、PRIDE 武士道 -其の十一-で川尻達也と対戦。1R開始直後にコーナーポスト上に飛び乗って座り込み川尻を挑発し、レフェリーの注意によってコーナーを降りた。しかし、2分30秒という短時間で膝十字固めで一本負け。
2007年2月10日、新団体EliteXCでKJ・ヌーンズと対戦し、右フックでKO勝ち。
2016年9月25日、RIZIN初参戦となったRIZIN FIGHTING WORLD GRAND-PRIX 2016 無差別級トーナメント 開幕戦にて木村"フィリップ"ミノルと対戦。開始早々木村の仕掛けた飛び膝蹴りにカウンターの右ストレートを合わせパウンドで開始6秒でKO勝ち。
これはRIZIN最速フィニッシュとされている。

## 人物・エピソード
- その打撃スキルと荒々しいファイトスタイル、そして天然なのかわざとふざけているのか分からない破天荒な性格から「クレイジー・ホース（暴れ馬）」の異名を持つ。クレイジーの部分がCRAZYではなくKRAZYなのは、「普通のクレイジーよりもさらにクレイジーだから」（本人談）。また、彼は赤をシンボル・カラーとするアメリカの二大ストリートギャングの一つ、ブラッズに所属していた過去があり、ブラッズが敵対組織クリップスを表す「C」を使うことをタブーとしているため、との説もある。
- 2005年12月31日以降、シュートボクセ･アカデミーのメンバー達と確執をもつ。特にヴァンダレイ・シウバとは犬猿の仲であり、シウバを連想させるものを激しく忌み嫌う。バックステージではシウバと喧嘩をすることも多い。
- 数々の逮捕歴を持つ。インタビューで「人生楽しければいいのさ。でも俺の人生は刑務所生活ばっかり」と笑いながらコメントしていた。
- 元恋人との間に3人の子供が居るが、養育費を支払っていないことで訴訟を起こされており、来日しようとした際に空港でパスポートと運転免許証を没収され、出場が決定していたシュートボクシングの大会の欠場を余儀なくされたと言うエピソードがある[2]。
- 俳優の金子賢との対戦が決定した時には「カネコは俳優なんだろ？なんでキャリアのないアイツがいきなり試合できるんだ？俺だって俳優になりたいがいきなり映画デビューはできないだろ？」と語ったことがある。

## 戦績

### 総合格闘技
| 総合格闘技 戦績 | 総合格闘技 戦績 | 総合格闘技 戦績 | 総合格闘技 戦績 | 総合格闘技 戦績 | 総合格闘技 戦績 | 総合格闘技 戦績 |
| --------------- | --------------- | --------------- | --------------- | --------------- | --------------- | --------------- |
| 80 試合         | (T)KO           | 一本            | 判定            | その他          | 引き分け        | 無効試合        |
| 31 勝           | 21              | 7               | 3               | 0               | 2               | 0               |
| 47 敗           | 10              | 26              | 11              | 0               | 2               | 0               |

| 勝敗 | 対戦相手                       | 試合結果                             | 大会名                                                                   | 開催年月日     |
| ×    | キャメロン・ベネット           | 2R 1:22 リアネイキッドチョーク       | Island Fights 90                                                         | 2025年7月26日  |
| ○    | ジャスティン・ハワード         | 2R 0:57 リアネイキッドチョーク       | Island Fights 84                                                         | 2024年8月9日   |
| ×    | ジョー・ペナフィール           | 3R 3:49 TKO（パウンド）              | Gamebred Bareknuckle MMA 7 【ベアナックルルール】                        | 2024年5月2日   |
| ×    | キース・スピード               | 3R 4:22 リアネイキッドチョーク       | Gamebred Bareknuckle MMA 4 【ベアナックルルール】                        | 2023年5月5日   |
| ×    | ラモン・タベラス               | 1R 2:10 TKO                          | Combat Night Pro 20                                                      | 2023年3月4日   |
| ×    | ロバート・エマーソン           | 1R 4:36 TKO（右ストレート→パウンド） | Gamebred Bareknuckle MMA 2 【ベアナックルルール】                        | 2021年10月1日  |
| ×    | ジェイソン・ナイト             | 1R 2:04 リアネイキッドチョーク       | Gamebred Bareknuckle MMA 1 【ベアナックルルール】                        | 2021年6月19日  |
| ×    | ケビン・クルーム               | 1R 2:15 リアネイキッドチョーク       | Fighting Alliance Championship 1                                         | 2019年8月24日  |
| ×    | ザック・ショウ                 | 1R 3:29 リアネイキッドチョーク       | TWC: Bennett vs. Shaw                                                    | 2018年12月1日  |
| ×    | ジェームス・フリーマン         | 2R 0:44 リアネイキッドチョーク       | Island Fights 48                                                         | 2018年6月2日   |
| ×    | ブルース・ラッチメディアル     | 5分3R終了 判定0-3                    | CamSoda Legends                                                          | 2018年4月26日  |
| ×    | ブロック・ウィーバー           | 5分3R終了 判定1-2                    | Island Fights 46                                                         | 2018年2月8日   |
| ×    | コディ・フィスター             | 1R 2:36 リアネイキッドチョーク       | Fist Fight Night 2: Pfister vs Felony                                    | 2017年9月30日  |
| ×    | レイ・クーパー3世              | 2R 2:48 TKO（左フック→パウンド）     | X-1: Braddah vs. Felony                                                  | 2017年8月12日  |
| ×    | バ・ラジン                     | 2R 0:55 リアネイキッドチョーク       | Kunlun Fight MMA 13                                                      | 2017年7月6日   |
| ×    | ル・ジェンホン                 | 1R 5:00 TKO（コーナーストップ）      | Kunlun Fight MMA 11                                                      | 2017年5月4日   |
| ×    | コディ・スティーブンス         | 5分3R終了 判定0-3                    | RFO Big Guns 23                                                          | 2017年3月24日  |
| ×    | ローレンス・フィッツパトリック | 1R 4:42 リアネイキッドチョーク       | Tanko Fighting Championships 3                                           | 2017年2月11日  |
| ○    | 木村"フィリップ"ミノル         | 1R 0:07 KO（右ストレート→パウンド）  | RIZIN FIGHTING WORLD GRAND-PRIX 2016 無差別級トーナメント 開幕戦         | 2016年9月25日  |
| ○    | ポール・ロドリゲス             | 1R 0:43 ヒールフック                 | Battleground: Perry vs. Mundell                                          | 2016年5月14日  |
| ×    | マット・デマーキャントニオ     | 5分3R終了 判定0-3                    | KOTC: Extreme Horsepower                                                 | 2016年3月12日  |
| ○    | テレル・ホッブス               | 1R 1:14 ヒールフック                 | EWC 9: Takeover                                                          | 2016年2月4日   |
| ×    | ジミー・ジテーク               | 5分3R終了 判定1-2                    | KOTC: Thunder & Lightning                                                | 2016年1月8日   |
| ○    | ダニー・ブラック               | 1R 1:41 KO（パンチ）                 | KOTC: Harvest of Champions                                               | 2015年10月24日 |
| ×    | ロニー・ロジャース             | 1R 3:45 リアネイキドチョーク         | Warfare 7: Invasion                                                      | 2012年12月7日  |
| ×    | ジョンナヴァン・ヴィスダンティ | 5分5R終了 判定0-3                    | Destiny MMA: Na Koa 1 【Destiny MMAライト級王座決定戦】                  | 2012年9月8日   |
| ×    | クリス・マクダニエル           | 1R 2:52 三角絞め                     | ShoFight 20                                                              | 2012年6月16日  |
| ○    | ジョン・マーロウ               | 1R 3:23 TKO（パンチ）                | Art of Fighting 15                                                       | 2012年5月15日  |
| ×    | ピーター・グライムズ           | 2R 3:36 ギロチンチョーク             | CFA 6: Palomino vs. Warfield                                             | 2012年4月13日  |
| ×    | ルイス・パロミーノ             | 1R 3:59 KO（パンチ）                 | CFA 4: Izquierdo vs. Cenoble                                             | 2011年12月17日 |
| ○    | マイケル・カスティーリョ       | 1R 0:56 TKO（スラム→パウンド）       | KOTC: Rising Sun                                                         | 2011年9月10日  |
| ×    | マット・ムラモト               | 1R 2:48 リアネイキドチョーク         | KOTC: Shockwave                                                          | 2011年7月23日  |
| ×    | ジェイソン・ガイベス           | 3R 4:14 リアネイキドチョーク         | UCS: Caged Combat 3                                                      | 2011年4月16日  |
| ×    | ジョン・ハリス                 | 5分3R終了 判定1-2                    | Hess Extreme Fighting                                                    | 2011年3月15日  |
| ×    | ファビオ・メロ                 | 5分3R終了 判定1-2                    | WEF 45                                                                   | 2011年1月22日  |
| ×    | ドリュー・フィケット           | 1R 3:34 ギロチンチョーク             | Shine Fights 3: 2010 Lightweight Grand Prix 【ライト級グランプリ 1回戦】 | 2010年9月10日  |
| ○    | ハリス・ノーウッド             | 2R 4:55 ギロチンチョーク             | WEF: Lee vs. Moore                                                       | 2010年7月10日  |
| ×    | スターリング・フォード         | 5分3R終了 判定0-3                    | Action Fight League: Rock-N-Rumble 3                                     | 2010年6月4日   |
| ×    | ボビー・グリーン               | 1R 2:17 KO（右フック、パウンド）     | KOTC: Fight 4 Hope                                                       | 2009年12月17日 |
| ○    | エリック・ムーン               | 1R 3:32 KO（パンチ連打）             | KOTC: Superstars                                                         | 2009年8月13日  |
| ×    | アンソニー・マグデビット       | 5分3R終了 判定1-2                    | KOTC: Legends                                                            | 2009年6月6日   |
| ○    | ドニー・マルティネス           | 1R 1:39 ギロチンチョーク             | KOTC: Hierarchy                                                          | 2007年10月13日 |
| ×    | ビクトル・バレンズエラ         | 1R 3:23 ギブアップ（パンチ連打）     | ShoXC: Elite Challenger Series                                           | 2007年8月25日  |
| ○    | ダン・ローマン                 | 2R 3:15 KO                           | KOTC: Battle at the Bowl                                                 | 2007年7月21日  |
| ○    | ロバート・マーツ               | 1R 0:29 KO                           | KOTC: Caged Chaos                                                        | 2007年3月10日  |
| ○    | KJ・ヌーンズ                   | 1R 3:43 KO（右フック）               | EliteXC: Destiny                                                         | 2007年2月10日  |
| ○    | アダム・ボーク                 | 2R ギブアップ（パンチ連打）          | KOTC: Australia                                                          | 2006年7月8日   |
| ×    | 川尻達也                       | 1R 2:30 膝十字固め                   | PRIDE 武士道 -其の十一-                                                  | 2006年6月4日   |
| ×    | バディ・クリントン             | 1R 0:18 チョークスリーパー           | KOTC: Drop Zone                                                          | 2006年3月18日  |
| ×    | ジェフ・カラン                 | 1R 3:23 腕ひしぎ十字固め             | KOTC: Redemption on the River                                            | 2006年2月17日  |
| ○    | 金子賢                         | 1R 4:14 腕ひしぎ十字固め             | PRIDE 男祭り 2005 頂-ITADAKI-                                            | 2005年12月31日 |
| ×    | ユライア・フェイバー           | 1R 4:38 チョークスリーパー           | Gladiator Challenge 46: Avalanche 【KOTC世界バンタム級タイトルマッチ】   | 2005年12月11日 |
| ×    | 三島☆ド根性ノ助                | 1R 4:04 アンクルホールド             | PRIDE 武士道 -其の九- 【ライト級トーナメント リザーブマッチ】            | 2005年9月25日  |
| ×    | ジョン・ガンダーソン           | 2R 1:28 チョークスリーパー           | Gladiator Challenge 40                                                   | 2005年8月13日  |
| △    | ビクトル・バレンズエラ         | 5分2R終了 ドロー                     | KOTC 58: Prime Time                                                      | 2005年8月5日   |
| ○    | ゲイブ・リヴァス               | 1R 2:21 TKO（負傷）                  | KOTC 56: Caliente                                                        | 2005年7月9日   |
| ○    | テオ・マクドナルド             | 1R 4:40 TKO（パンチ連打）            | KOTC 55: Grudge Match                                                    | 2005年6月17日  |
| ○    | 前田吉朗                       | 1R 1:55 KO（右フック）               | PRIDE 武士道 -其の七-                                                    | 2005年5月22日  |
| △    | ゲイブ・リヴァス               | 5分2R終了 ドロー                     | KOTC 49: Soboba                                                          | 2005年3月20日  |
| ×    | フォレスト・ペッツ             | 1R 3:40 チョーク                     | KOTC 48: Payback                                                         | 2005年2月25日  |
| ○    | ビクター・ヘルナンデス         | 1R 0:11 KO（パンチ）                 | KOTC 47: Uprising                                                        | 2005年2月5日   |
| ×    | デイブ・ヒスクイエルド         | 2R 1:56 三角絞め                     | KOTC 44: Revenge                                                         | 2004年11月14日 |
| ×    | 五味隆典                       | 1R 5:52 チキンウィングアームロック   | PRIDE 武士道 -其の伍-                                                    | 2004年10月14日 |
| ×    | タクミ                         | 1R 2:46 チョークスリーパー           | KOTC 39: Hitmaster                                                       | 2004年8月6日   |
| ○    | ウィリアム・スリヤパイ         | 5分2R終了 判定3-0                    | KOTC 37: Unfinished Business                                             | 2004年6月12日  |
| ○    | シャド・スミス                 | 1R 0:40 KO（パンチ連打）             | KOTC 33: After Shock                                                     | 2004年2月20日  |
| ○    | グレン・ミンサー               | 1R 2:08 KO（パンチ連打）             | WEF                                                                      | 2003年12月20日 |
| ○    | ウィリアム・スリヤパイ         | 5分2R終了 判定2-1                    | KOTC 29: Renegades                                                       | 2003年9月5日   |
| ×    | リック・デイヴィス             | 4分4R終了 判定0-3                    | WEFC 1: Bring It On                                                      | 2002年6月29日  |
| ○    | アリステイデス・ブリット       | 1R 3:09 ヒールホールド               | Dixie Rumble                                                             | 2001年11月17日 |
| ○    | スコット・ジョンソン           | 1R 2:00 TKO（パンチ連打）            | Rumble in the Valley                                                     | 2001年11月15日 |
| ○    | ジェラルド・ストレベント       | 1R 1:40 ギブアップ（パンチ連打）     | Gladiator Challenge 7: Casualties of War                                 | 2001年11月4日  |
| ○    | ジョン・ワイドラー             | 4分3R終了 判定2-0                    | RSF 5: New Blood Conflict                                                | 2001年10月27日 |
| ○    | トッド・カーニー               | 1R KO（パンチ連打）                  | RSF 4: Circle of Truth                                                   | 2001年9月22日  |
| ×    | ドゥエイン・ラドウィック       | 2R 2:38 ギブアップ（疲労）           | KOTC 10: Critical Mass                                                   | 2001年8月4日   |
| ○    | ジョン・ウェービー             | 3R 1:12 TKO（タオル投入）            | RSF: Circle of Truth 1                                                   | 2001年4月7日   |
| ○    | ロバート・イリザリー           | 3R 1:43 ギブアップ（パンチ連打）     | WEF: Rumble at the Rodeo 2                                               | 2001年3月17日  |
| ×    | リッチ・クレメンティ           | 1R ギブアップ（パンチ連打）          | WEF: Rumble at the Rodeo 1                                               | 2000年12月16日 |
| ○    | トッド・カーニー               | 1R 2:21 KO（スラム）                 | WEF: New Blood Conflict                                                  | 2000年8月26日  |
| ×    | ジョン・スウィフト             | 1R 12:46 チョークスリーパー          | Lionheart Invitational                                                   | 1999年9月1日   |

### ボクシング
| プロボクシング 戦績 | プロボクシング 戦績 | プロボクシング 戦績 | プロボクシング 戦績 | プロボクシング 戦績 | プロボクシング 戦績 | プロボクシング 戦績 |
| ------------------- | ------------------- | ------------------- | ------------------- | ------------------- | ------------------- | ------------------- |
| 1 試合              | (T)KO               | 判定                | その他              | 引き分け            | 無効試合            |                     |
| 0 勝                | 0                   | 0                   | 0                   | 0                   | 0                   |                     |
| 1 敗                | 0                   | 1                   | 0                   | 0                   | 0                   |                     |

| 戦           | 日付          | 勝敗 | 時間 | 内容    | 対戦相手               | 国籍           | 備考 |
| ------------ | ------------- | ---- | ---- | ------- | ---------------------- | -------------- | ---- |
| 1            | 2023年6月10日 | ★    | 4R   | 判定0-3 | ネルソン・ブラウニング | アメリカ合衆国 |      |
| テンプレート |               |      |      |         |                        |                |      |

### ベアナックル・ボクシング
| 勝敗 | 対戦相手                 | 試合結果                | 大会名                                                        | 開催年月日     |
| ×    | タイラー・グッドジョン   | 2分5R終了 判定0-3       | Bare Knuckle Fighting Championship 15: Shewmaker vs. O'Bannon | 2020年12月11日 |
| ×    | ジョニー・ベッドフォード | 2R 2:00 TKO（手の負傷） | Bare Knuckle Fighting Championship 9: Lobov vs. Knight 2      | 2019年11月16日 |
| ×    | マイケル・マクドナルド   | 4R 1:49 TKO（手の負傷） | Bare Knuckle Fighting Championship 2: A New Era               | 2018年8月25日  |